# Otto Manderup Rantzau
Graf Otto Manderup (von) Rantzau (auch Otto Manderup Graf von Rantzau; * 22. Mai 1719; † 2. Oktober 1768 in Kopenhagen, Königreich Dänemark) war ein dänischer Richter und Stiftamtmann von Island und den Färöern.

## Leben
Otto Manderup war ein Sohn von Christian Graf von Rantzau, dänischer Vizestatthalter in Norwegen, und Charlotte Amalie Gøye. Er studierte in Genf und 1737 in Göttingen Jura, interessierte sich aber auch für englische Literatur und Geschichte.
1742 wurde Otto Manderup Rantzau Assessor (Richter) am Obersten Gericht in Kopenhagen und war auch als Notar tätig. 1750 wurde er zum Stiftamtmann für Island und die Färöer-Inseln ernannt, was er bis zu seinem Tod blieb.
Otto Manderup Rantzau war an Kunst und Wissenschaften interessiert und konnte den dänischen König für die Schauspielkunst begeistern. 1747 wurde er zum Ehrenmitglied der Königlich Dänischen Akademie der Wissenschaften ernannt.
Er wurde in der Kapelle der Holmens Kirche in Kopenhagen bestattet.

## Ehe und Nachkommen
Otto Manderup Rantzau war mit Eybe Margarethe von Levetzow (* 26. Dezember 1736; † 26. Dezember 1791 in Wismar), Tochter von Joachim Dietrich von Levetzow auf Ehlerstorf und Eybe Margarethe von Qualen seit dem 3. Dezember 1754 verheiratet. Sie hatten eine Tochter
- Friederike Juliane Gräfin von Rantzau-Brahesborg (* 23. Oktober 1755, † 7. Mai 1838), verheiratet mit Moritz Ludwig Ernst Graf zu Lynar, Standesherr von Lübbenau

## Ehrungen
Otto Manderup Rantzau erhielt als Titel und Auszeichnungen
- 1743 Kammerherr
- 1752 Dannebrogorden am weißen Bande
- 1759 Geheimer Rat
- 1764 Ordre de l’union parfaite